# 久世条教
久世条教（くせじょうきょう）は、江戸時代の旗本で各地の代官を歴任した早川正紀が書いた、農民に対する説諭書（農民の心得）。全7箇条からなる。製本としては1799年（寛政11年）3月刊行。
「勧農桑（のうそうをすすむ）」「敦孝弟（こうていをあつくす）」「息争訟（そうしょうをやむ）」「尚節倹（せっけんをたっとぶ）」「完賦税（ふぜいをまっとうす）」「禁洗子（せんしをきんず）」「厚風俗（ふうぞくをあつくす）」の7箇条からなる。このうち第5・6条を除く5箇条は、清の康熙帝が康熙9年（1670年・寛文10年）に通達した「康熙聖諭」16箇条を模範としている。
早川は、自ら建てた両教諭所（「典学館」（1791年建立の日本最初の教諭所。1795年に左記に改称。美作国久世）および「敬業館」（1798年建立。備中国笠岡））を通じて疲弊し荒廃した地域の復興のために「久世条教」を月3回民衆に教諭したと言う。当時の久世などに多く見られた堕胎・間引きの習慣を改善するために「禁洗子」の一条を盛り込み、育児を奨励しているのも特徴。